# Smurfhits 9
Smurfhits 9 är det nionde albumet i Smurfarnas skivserie Smurfhits, utgivet den 2 november 2000 på skivbolaget Arcade.

## Låtlista
1. "Blåa mål!" ("Mera mål" av Markoolio)
2. "En smurfig dröm" ("Around the World" av Aqua)
3. "Smurf fiesta" (Fiesta)
4. "Villervallasmurf ("Happy Girl" av Bubbles)
5. "Champinjoner" ("Campione 2000" av E-Type)
6. "Små smurfar i en skog" ("The Spirit of the Hawk" av Rednex)
7. "Smurf klart" ("Så klart!" av Petter & Eye N' I)
8. "Visselsmurf" ("I'm in Love" av John the Whistler)
9. "Där smurfarna viskar mitt namn" ("När vindarna viskar mitt namn" av Roger Pontare)
10. "Hurra hurra vilken härligt smurfig dag" ("Hooray! Hooray! It's a Holi-Holiday" av Boney M.)
11. "Lindansarsmurf" ("Kiss (When the Sun Don't Shine)" av Vengaboys)
12. "Dansa som en smurf (Doing It Smurfstyle)"
13. "Blått millennium" (Blue Millennium)
14. "Han kallas händig" (His Name Is Handy)
15. "Smurfland (Smurfworld)"

## Listplaceringar
| Lista (2000) | Topplacering |
| ------------ | ------------ |
| Sverige      | 43           |

### Fotnoter
1. ↑  ”Smurfhits 9”. Hitparad. Arkiverad från originalet den 5 juli 2016. https://web.archive.org/web/20160705024756/http://hitparad.se/showitem.asp?interpret=Smurfarna&titel=Smurfhits+9&cat=a. Läst 31 oktober 2012.